# ماتيوس مينديز فيريرا بيريس
ماتيوس مينديز فيريرا بيريس هو لاعب كرة قدم برازيلي في مركز الدفاع، ولد في 22 يناير 1992 في ريو كلارو في البرازيل. لعب مع تشورنومورتس أوديسا.

## وصلات خارجية
- ماتيوس مينديز فيريرا بيريس على موقع قاعدة بيانات كرة القدم.إي يو (الإنجليزية)
- ماتيوس مينديز فيريرا بيريس على موقع Soccerway.com (الإنجليزية)